# Raffaello Sorbi

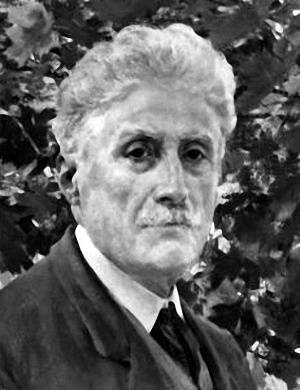
Raffaello Sorbi - Autoritratto

Raffaello Sorbi (1844-1931) fue un pintor florentino de los siglos XIX y XX, especializado en pintura narrativa.

## Trayectoria

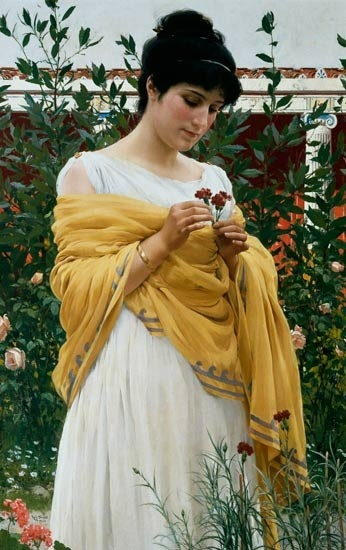
El mirador (1885)

De joven estudió dibujo en la Real Academia de Bellas Artes de Florencia; después pintura con el profesor Antonio Ciseri. A los 18 años, había completado su primera obra importante: Corso Donati, herido de muerte, es transportado por los monjes de San Salvi a su abadía (ver galería). La pintura ganó un premio en el concurso de la Trienal de Florencia de 1861. Después completó encargos para mecenas de Estados Unidos e Inglaterra. En 1863 ganó un concurso en Roma con el ensayo Savonarola explica la Biblia a sus seguidores en el Convento de San Marcos pero no pudo hacer uso del estipendio adjunto al premio. En Florencia expuso una obra que representa a Piccarda Donati secuestrada en el Convento de Santa Chiara, por su hermano Corso. Completó una Santa Catalina de Siena ante una turba florentina enojada después de concluir la paz con el Papa, por encargo del marqués Carlo Torrigiani. Su cuadro de Imelda de' Lambertazzi y Bonifazio Geremei (amantes de la ópera de Donizetti) fue vendido a Wilhelm Metzler de Frankfort. En 1869, el escultor Giovanni Duprè visitó su estudio y encargó un Fidias esculpiendo la estatua de Minerva.
Después de esta obra, Sorbi produjo principalmente lienzos pequeños, vendidos en su mayoría a través de la Galería Goupil de París. Muchas de estas obras son escenas de la antigüedad romana (neopompeyana) o del pasado histórico toscano: Regata en el Arno: il Girotondo; El Decamerón; El Concierto Florentino: Il Triclinio; Las Vírgenes Vestales salen del Anfiteatro después del espectáculo: Il venditore di terre cotte; Una escena familiar bajo un peristilo ; Cornelia madre de Cayo y Tiberio Graco. Otras pinturas son escenas de género con vestimentas del siglo XVIII. Entre sus obras, Lo Corsa delle carrette nel Circo e Il serraglio agli sposi, fueron compradas por Silley de Londres, y Le Maggiolate comprada por Egisto Vannucci de Florencia. Muchas de sus obras fueron adquiridas por coleccionistas ingleses. Entre sus obras se encuentran una serie de juegos, entre ellos Il Giuoco delle Bocce, delle Carte, del Pallone, della Ruzzola y della Mora. Pintó también una Convalecencia de Dante. En 1870, en la Mostra de Bellas Artes de Parma, expuso La strada. Sorbi se convirtió en académico del Real Instituto de Bellas Artes de Florencia y profesor residente y asociado honorario de la Real Academia de Bellas Artes de Urbino.
Sorbi murió en Florencia el 19 de diciembre de 1931.

## Galería

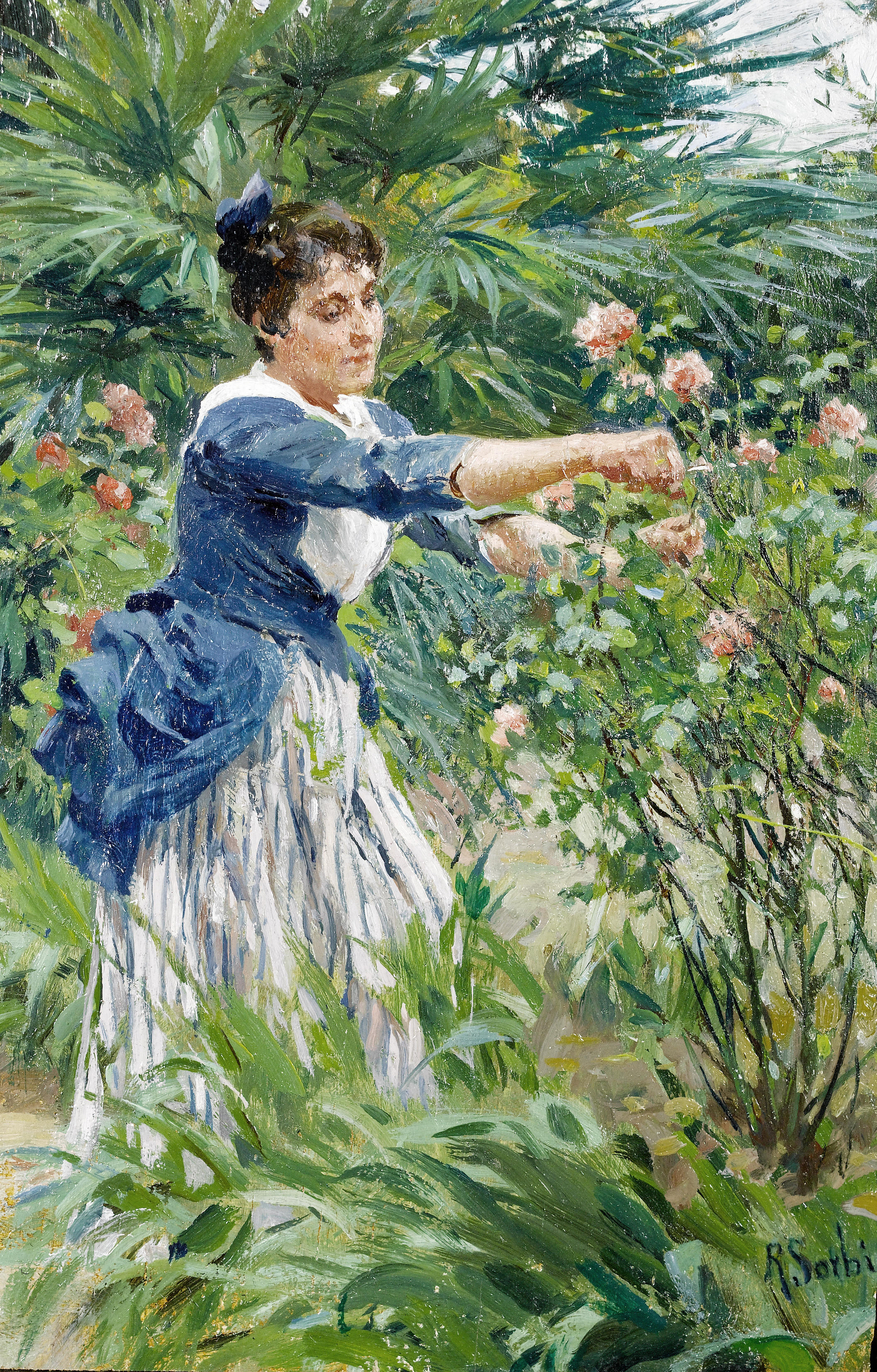
Potando le rose
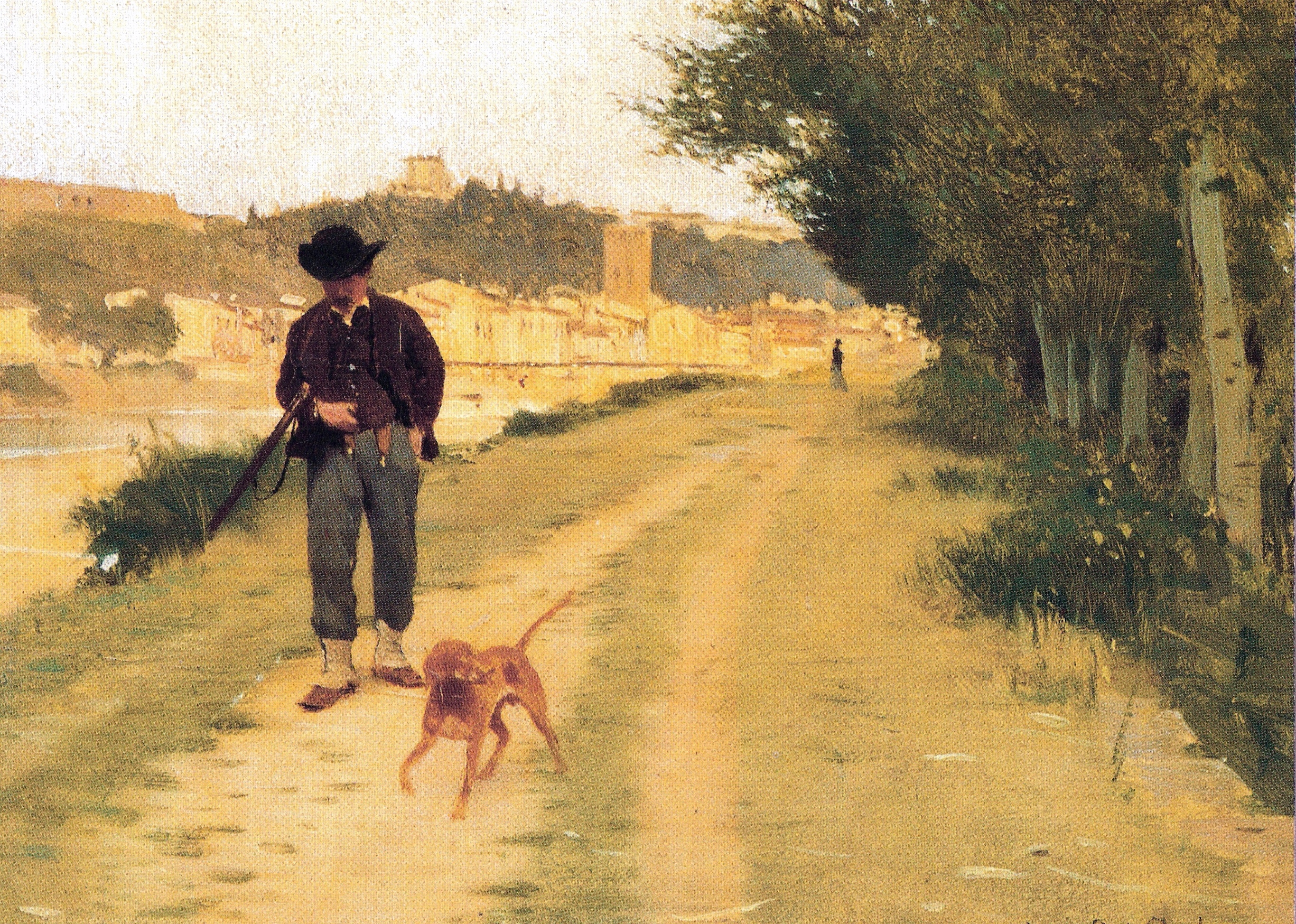
Veduta di Firenze e fiume Arno
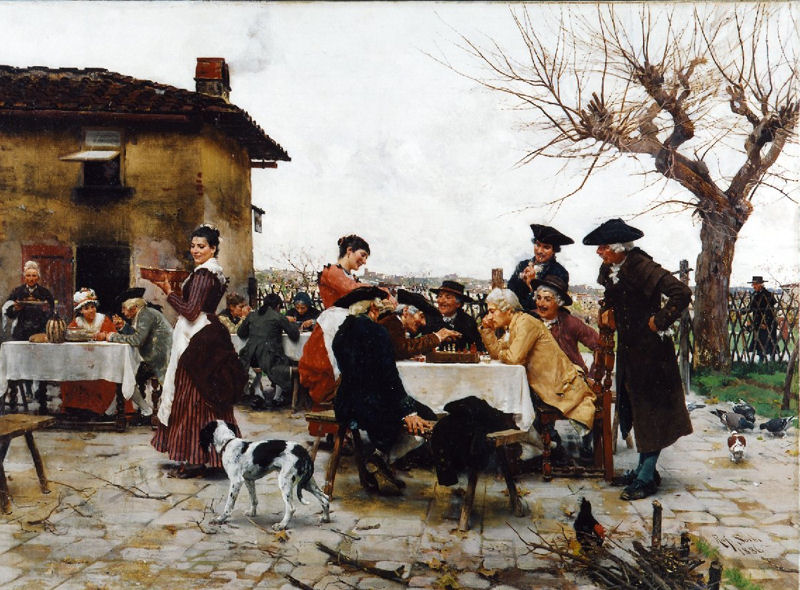
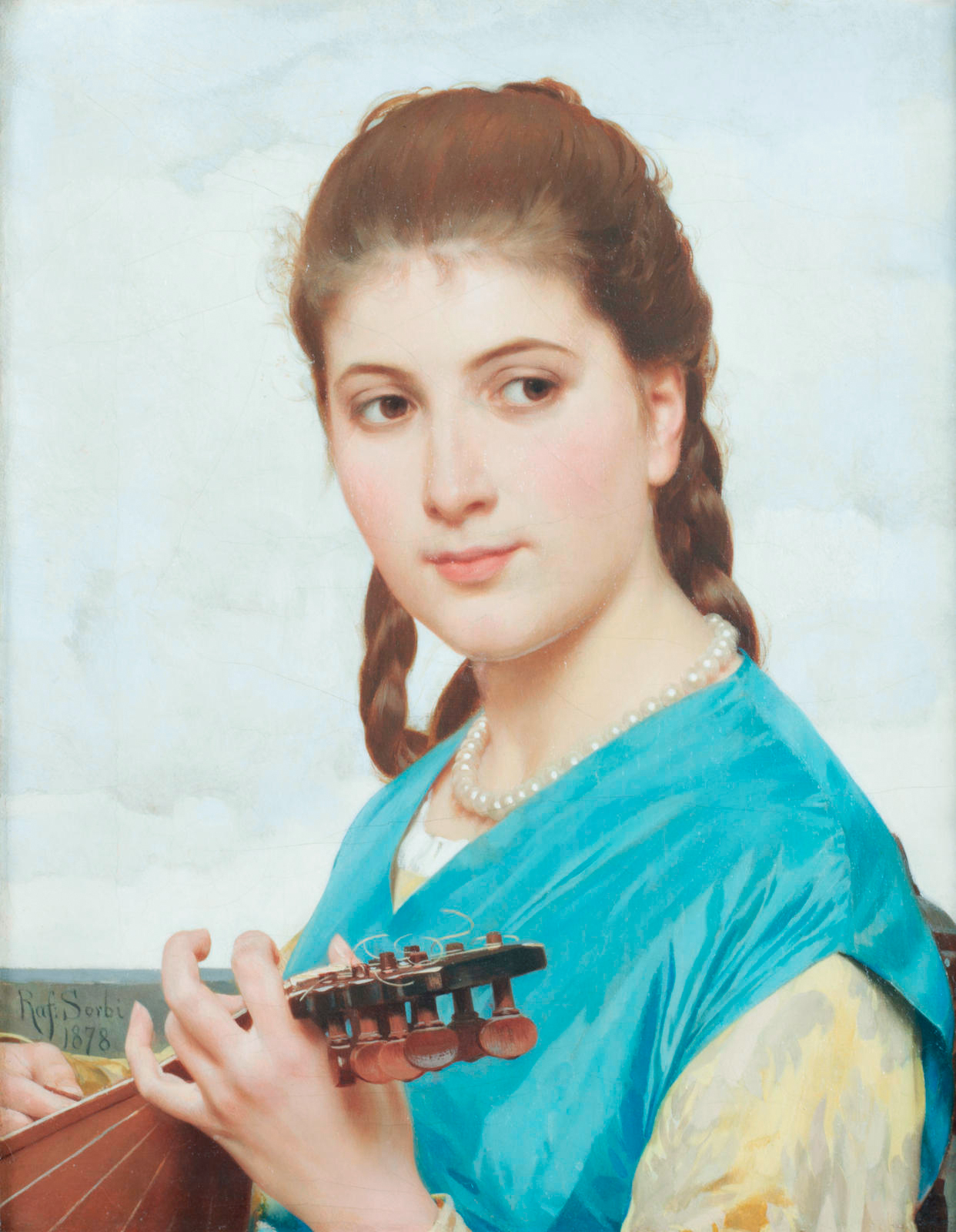
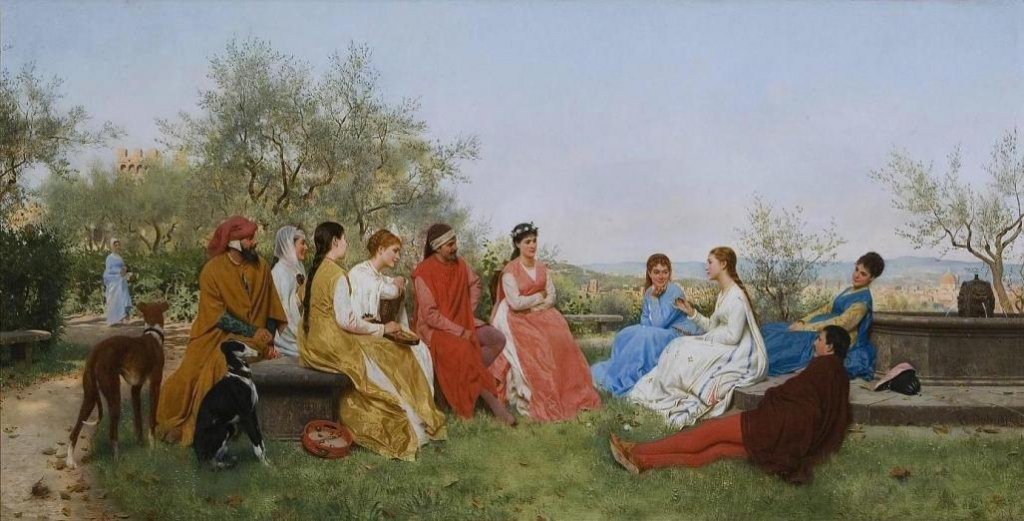
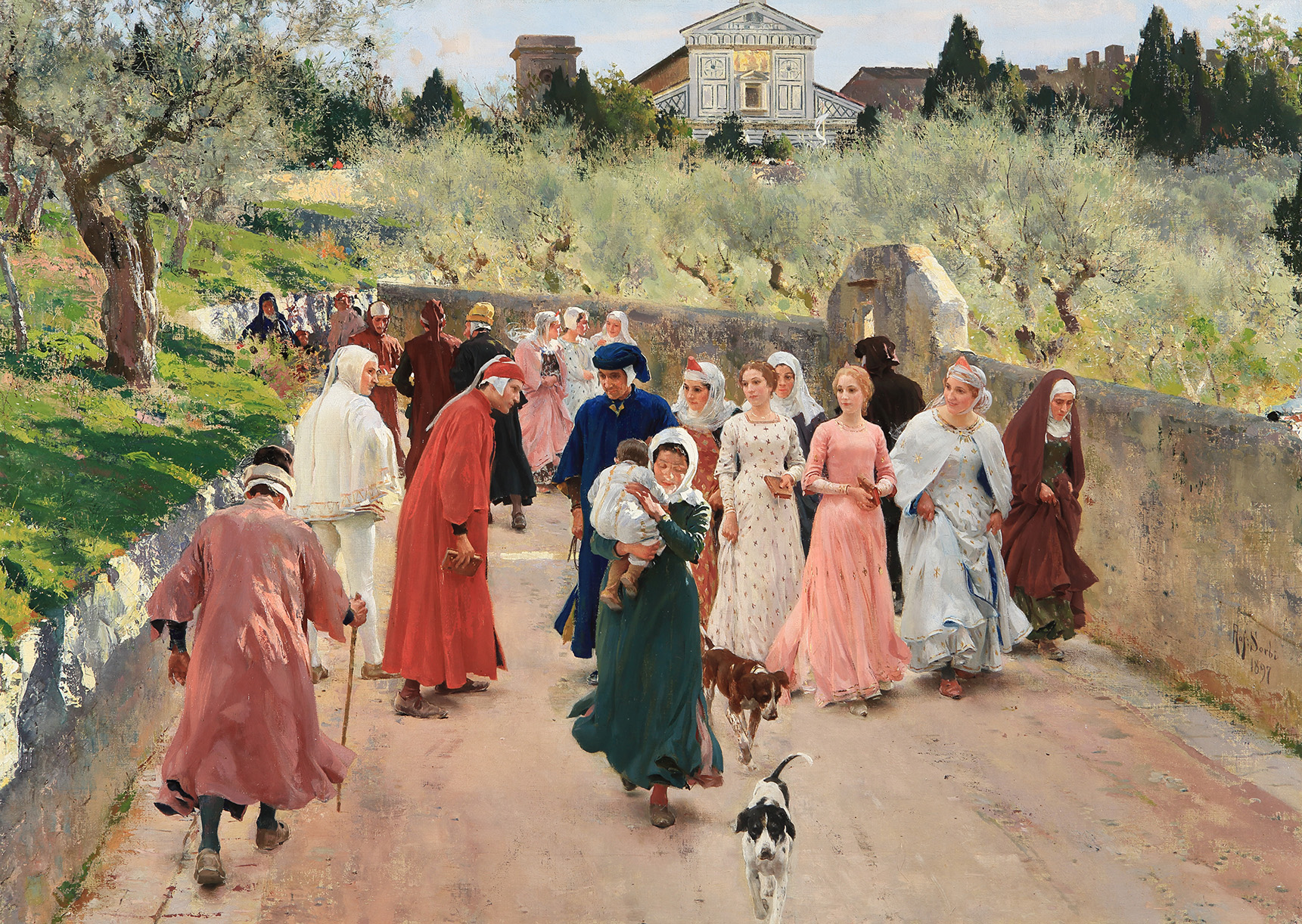
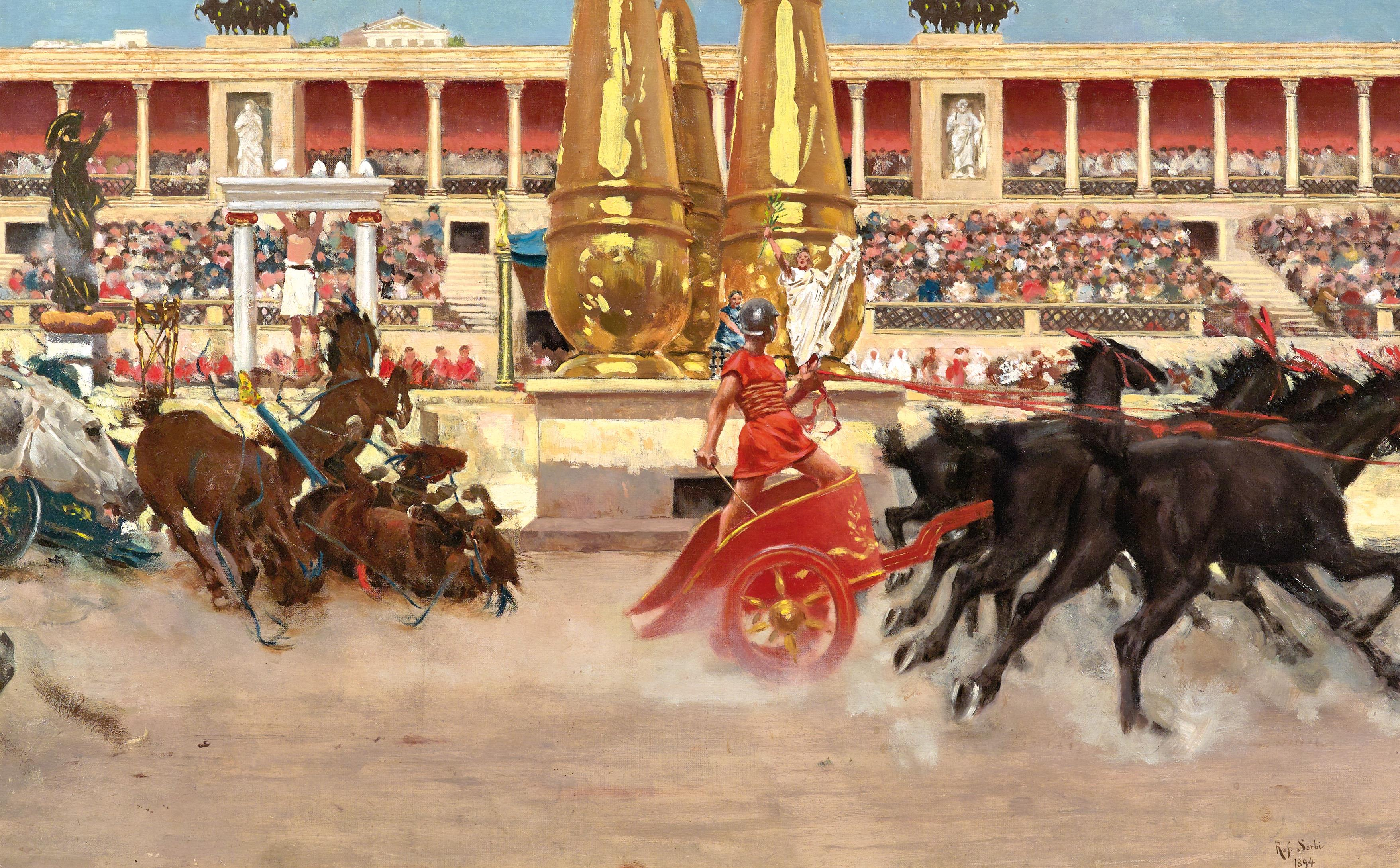
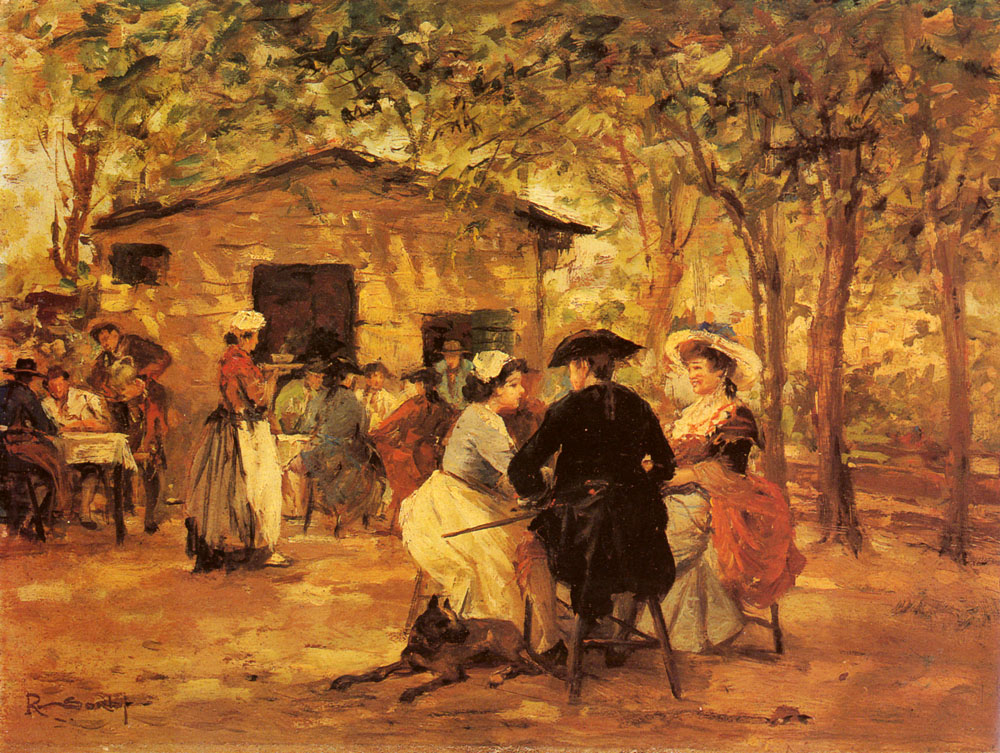
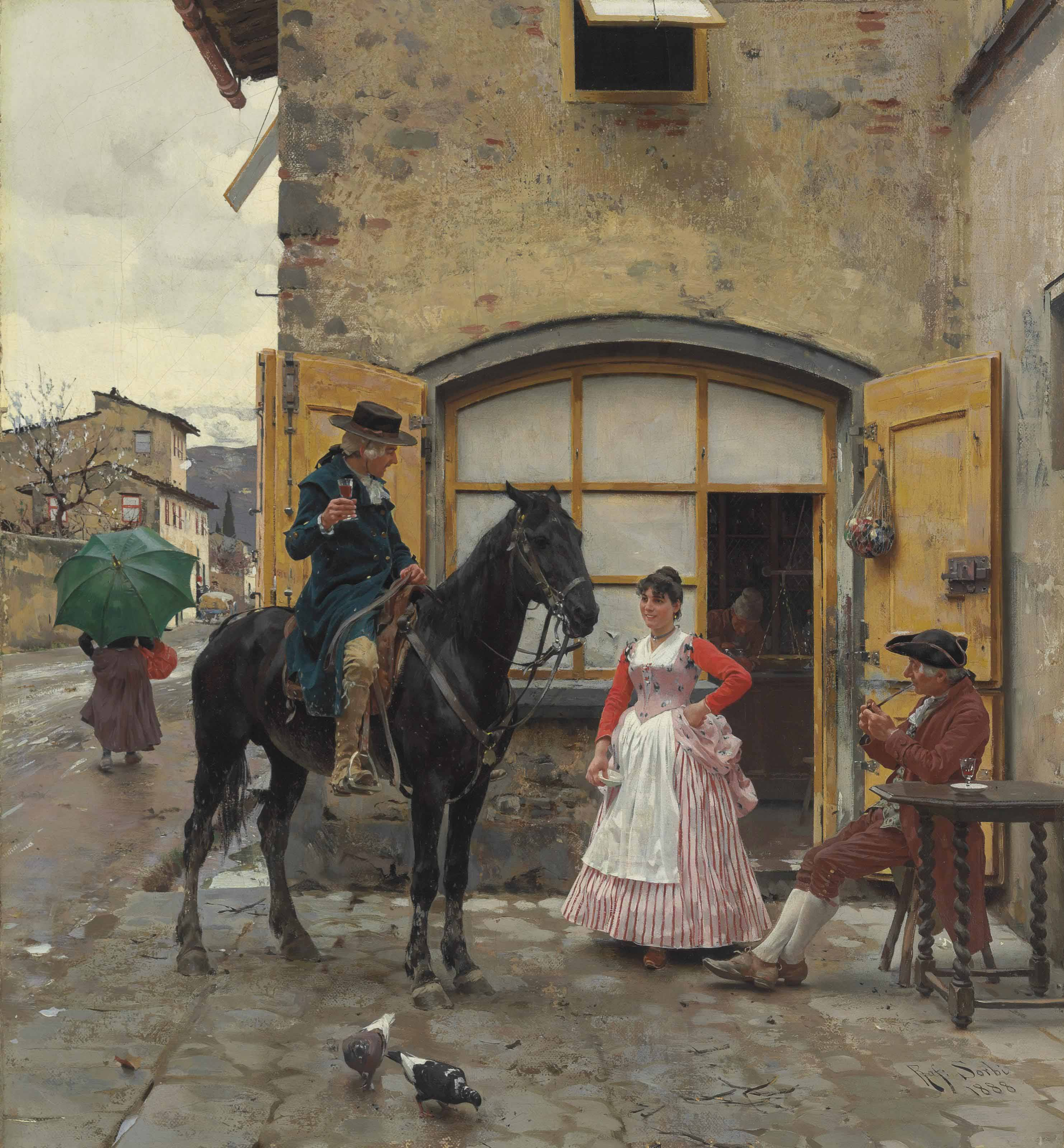
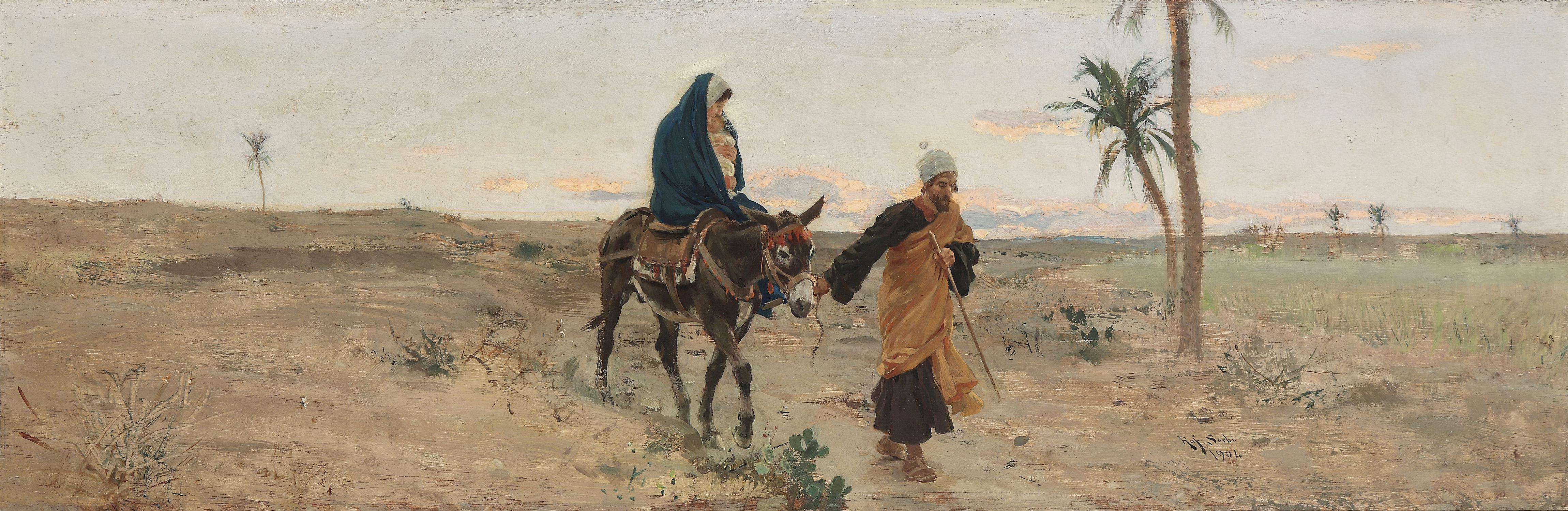
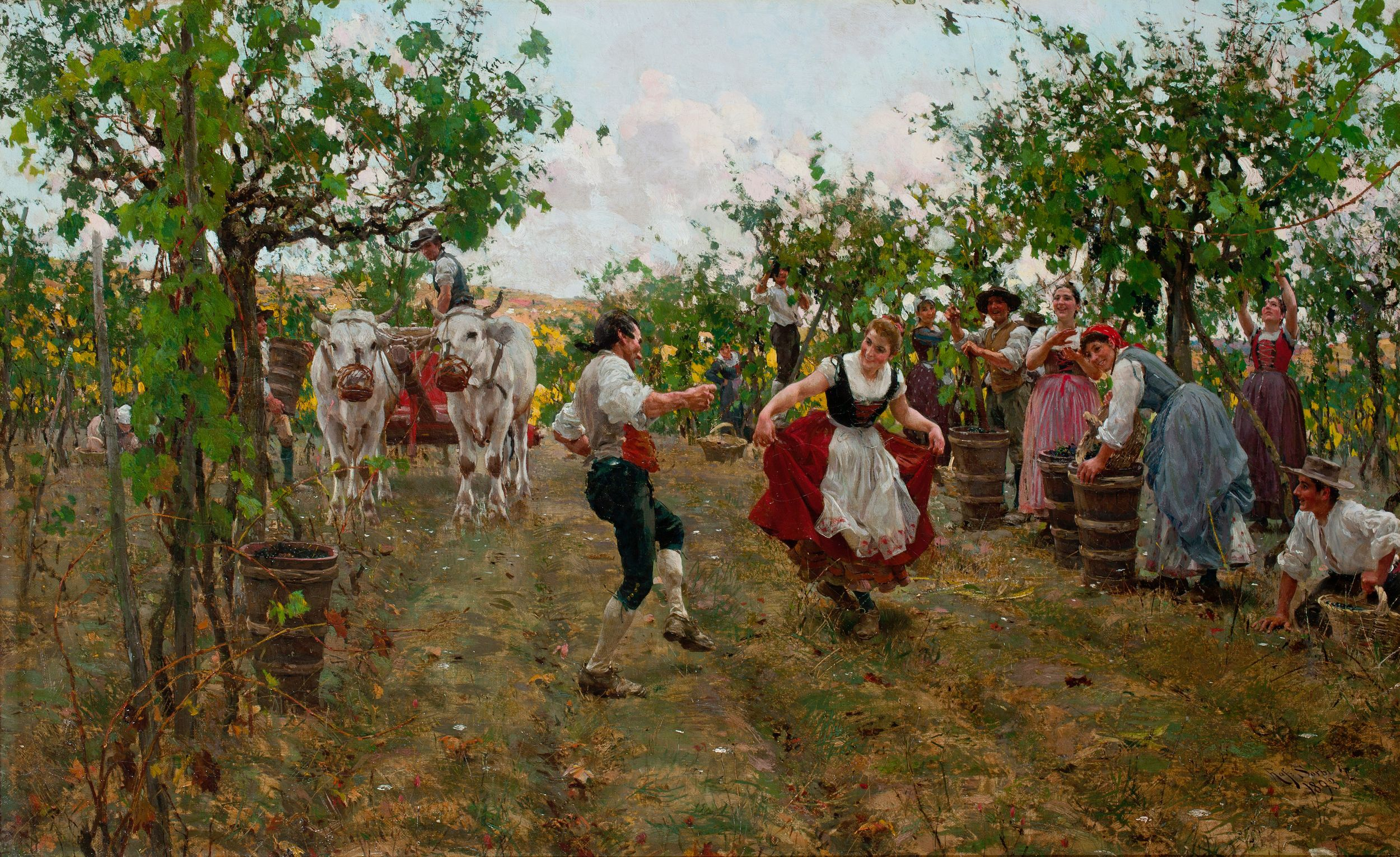
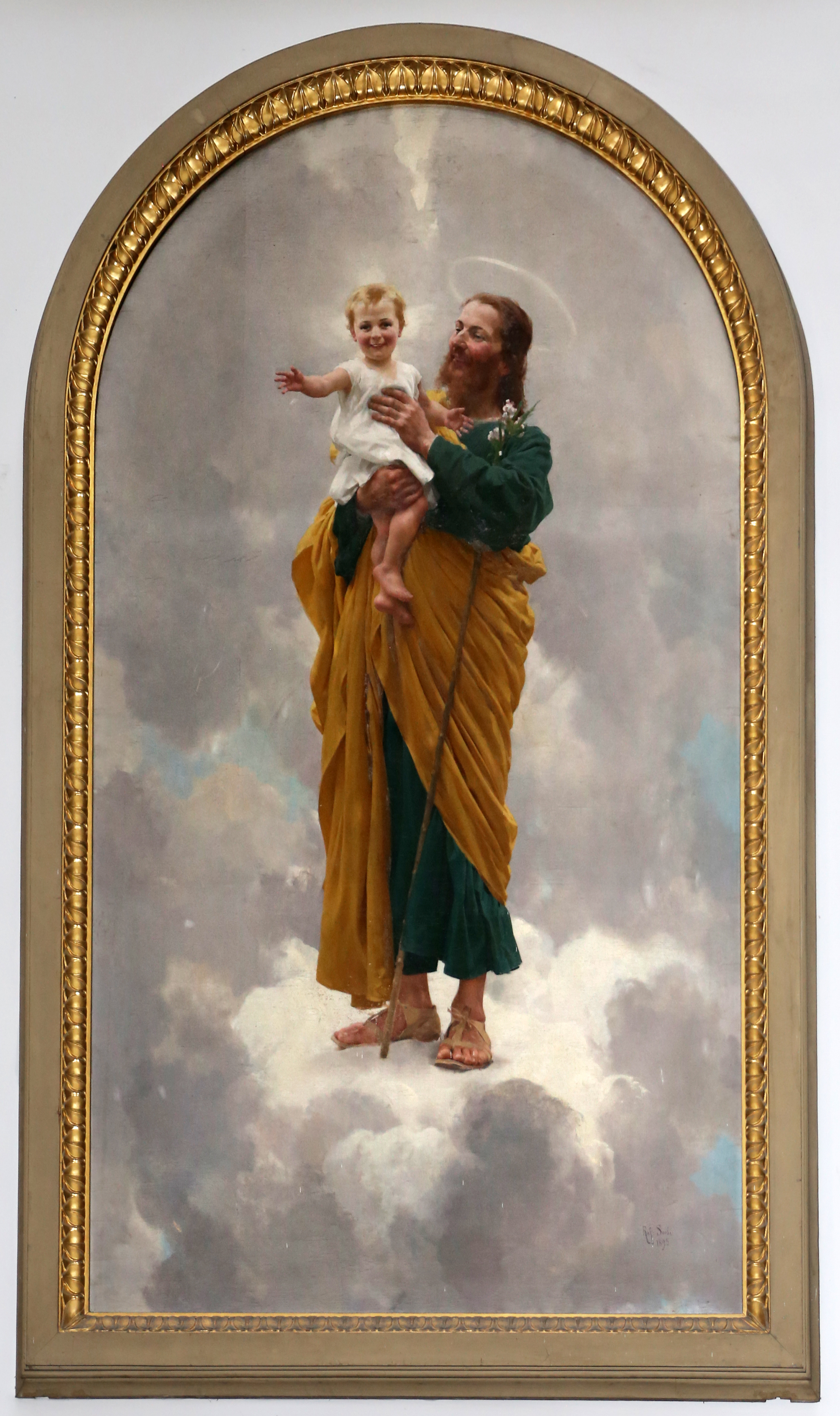
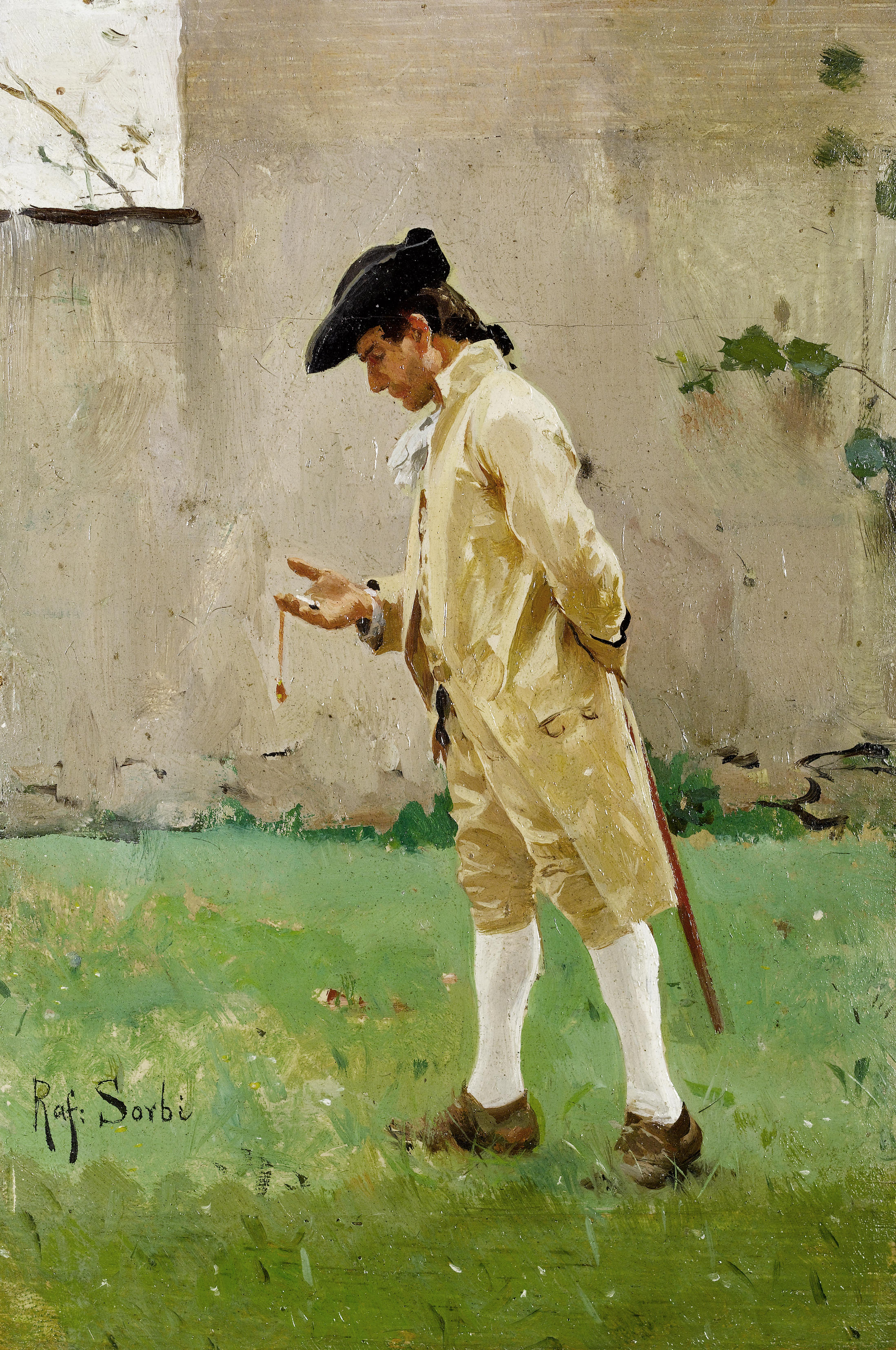
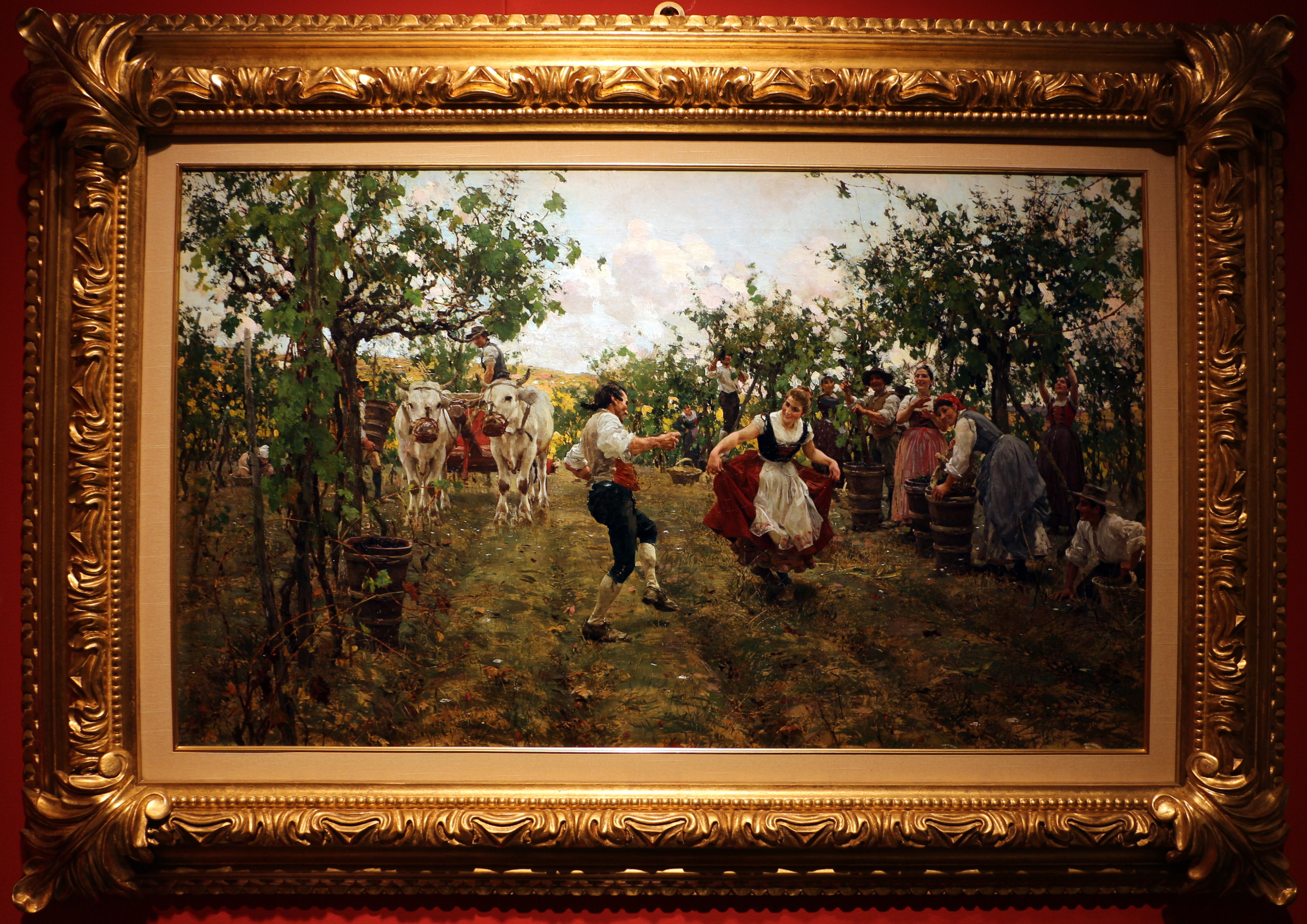